# Io Cristiana studentessa degli scandali
Io Cristiana studentessa degli scandali è un film del 1971 diretto da Sergio Bergonzelli.

## Trama
La studentessa Cristiana seduce per scommessa il suo professore, che non condivide le teorie sulla libertà sessuale, ma finisce per innamorarsene e viene emarginata dai compagni. L'insegnante lascia la moglie e va a vivere con Cristiana. Gli studenti, inferociti, si coalizzano e usano ogni violenza contro i due. Cristiana, sconvolta, fugge in motocicletta, ma perde la vita precipitando in un dirupo.